# Rundtjärnen (Frostvikens socken, Jämtland)
Rundtjärnen är en sjö i Strömsunds kommun i Jämtland och ingår i Ångermanälvens huvudavrinningsområde. Sjön har en area på 0,107 kvadratkilometer och ligger 524,3 meter över havet. Rundtjärnen ligger i Frostvikenfjällen Natura 2000-område.

## Delavrinningsområde
Rundtjärnen ingår i det delavrinningsområde (715349-145472) som SMHI kallar för Utloppet av Rundtjärnen. Medelhöjden är 531 meter över havet och ytan är 0,42 kvadratkilometer. Räknas de 7 avrinningsområdena uppströms in blir den ackumulerade arean 5,25 kvadratkilometer. Vattendraget som avvattnar avrinningsområdet har biflödesordning 5, vilket innebär att vattnet flödar genom totalt 5 vattendrag innan det når havet efter 287 kilometer. Avrinningsområdet består mestadels av skog (75 procent). Avrinningsområdet har 0,11 kvadratkilometer vattenytor vilket ger det en sjöprocent på 25,4 procent.